# Skenfrith Castle
Skenfrith Castle är ett slott i Storbritannien.   Det ligger i kommunen Monmouthshire och riksdelen Wales, i den södra delen av landet, 190 km väster om huvudstaden London. Skenfrith Castle ligger 45 meter över havet.
Terrängen runt Skenfrith Castle är platt österut, men västerut är den kuperad. Skenfrith Castle ligger nere i en dal. Runt Skenfrith Castle är det ganska tätbefolkat, med 93 invånare per kvadratkilometer. Närmaste större samhälle är Monmouth, 9,0 km sydost om Skenfrith Castle. Trakten runt Skenfrith Castle består i huvudsak av gräsmarker.